# Ischnura karafutonis
Ischnura karafutonis är en trollsländeart som beskrevs av Matsumura 1931. Ischnura karafutonis ingår i släktet Ischnura och familjen dammflicksländor. Inga underarter finns listade i Catalogue of Life.